# ニコラス・ダゴスティーノ
ニコラス・ダゴスティーノ（Nicholas D'Agostino、1998年2月25日 - ）は、オーストラリアとイタリア、マルタのサッカー選手。オーストラリア代表。ポジションはFW。

## クラブ歴
2015年にブリスベン・ロアーFCで選手となった。翌年8月5日に2年のプロ契約を締結した。
2019年6月にパース・グローリーFCに完全移籍した。8月7日のFFAカップで移籍後初出場を記録した。
2021年8月にメルボルン・ビクトリーFCに完全移籍し、3年契約を締結した。トニー・ポポヴィッチ監督とはパース・グローリー時代にも指導を受けていたため、再会となった。
2023年1月21日、バイキングFKに完全移籍、移籍金は明らかになっていない。4年契約を締結した。

## 代表歴
年代別代表から一貫してオーストラリア代表を選択したが、2019年にはマルタ代表からオファーを受けた。
U-23代表ではAFC U-23選手権2020予選のメンバーに選出された。AFC U-23選手権2020本戦のメンバーにも選出され、グループステージ最終節のタイ王国代表戦で2得点をあげた。3位決定戦のウズベキスタン代表戦でも彼が試合唯一の得点を決めた事によって、東京オリンピック出場権を獲得した。東京オリンピックのメンバーにも選出された。
A代表初招集は2022年3月の2022 FIFAワールドカップ・アジア3次予選であった。同月29日のサウジアラビア代表戦で代表初出場を記録した。

## 私生活
オーストラリア生まれであるが、イタリアとマルタの血筋を引いている。